# 索洛夫伊 (舊維日夫卡區)
51°25′41″N 24°46′51″E / 51.42806°N 24.78083°E
索洛夫伊（烏克蘭語：Солов'ї），是烏克蘭的村落，位於該國西部沃倫州，由科韋利區負責管轄。該村始建於1547年，面積為3.11平方公里，海拔高度164米。2001年人口只有423人，人口密度為每平方公里136.14人。